# Lemon Grove (Kalifornia)
Lemon Grove város az USA Kalifornia államában, San Diego megyében. Lakosainak száma 27 627 fő (2020. április 1.).

## Népesség
A település népességének változása:

| 2010 | 25 320 |
| 2020 | 27 627 |